# Kamenné Žehrovice
Kamenné Žehrovice (Duits: Stein-Schechrowitz of Steinscherowitz) is een Tsjechische gemeente in de regio Midden-Bohemen, en maakt deel uit van het district Kladno. Het dorp ligt op 7 km afstand van de stad Kladno.
Kamenné Žehrovice telt 1656 inwoners (2023).

## Geografie
De natuurlijke grens van het dorp wordt gevormd door het beboste gebied in het noordoosten en de Turyňskýbekken, die zich uitstrekt tot het naburige dorp Srby. De zijrivier daarvan, de Kačákrivier, stroomt door Kamenné Žehrovice. In de buurt van het dorp ligt Kalspot, een beschermd moerasgebied.
Het dorp bestaat uit ongeveer 50 straten en de meeste huizen in het dorp dateren van de 18e eeuw.

## Geschiedenis
De eerste schriftelijke vermelding van Kamenné Žehrovice dateert van 1271, toen het eigendom was van het klooster in Ostrovský. In 1558 werd het aan de familie Martinic overgedragen, specifiek aan Jan Bořita z Martinic, wiens eigendom later werd bevestigd door de Tsjechische koning.
In 1916 werd de Wannieckmĳn in gebruik genomen en na Tweede Wereldoorlog werd er ook steenkool gewonnen in de Nosekmĳn (vanaf 1989: Tuchlovicemijn) tussen Kamenné Žehrovice en Tuchlovice. De Wannieckmĳn sloot in 1982; de Tuchlovicemijn op 31 maart 2002. Tot 2010 was er een spooraansluiting van Kamenné Žehrovice naar de Tuchlovicemĳn.
In 1950 werd het tot Kamenné Žehrovice behorende dorp Srby een zelfstandige gemeente; later werd Srby ondergebracht bĳ de gemeente Tuchlovice.
Sinds 1960 is Kamenné Žehrovice een zelfstandige gemeente binnen het district Kladno.

## Voorzieningen

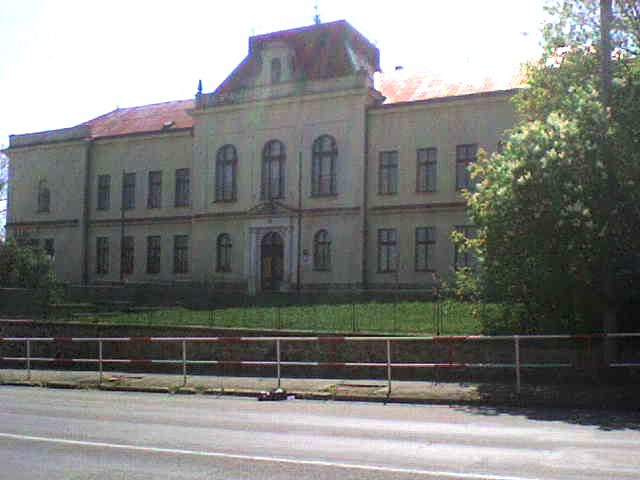
Basisschool vóór de restauratie

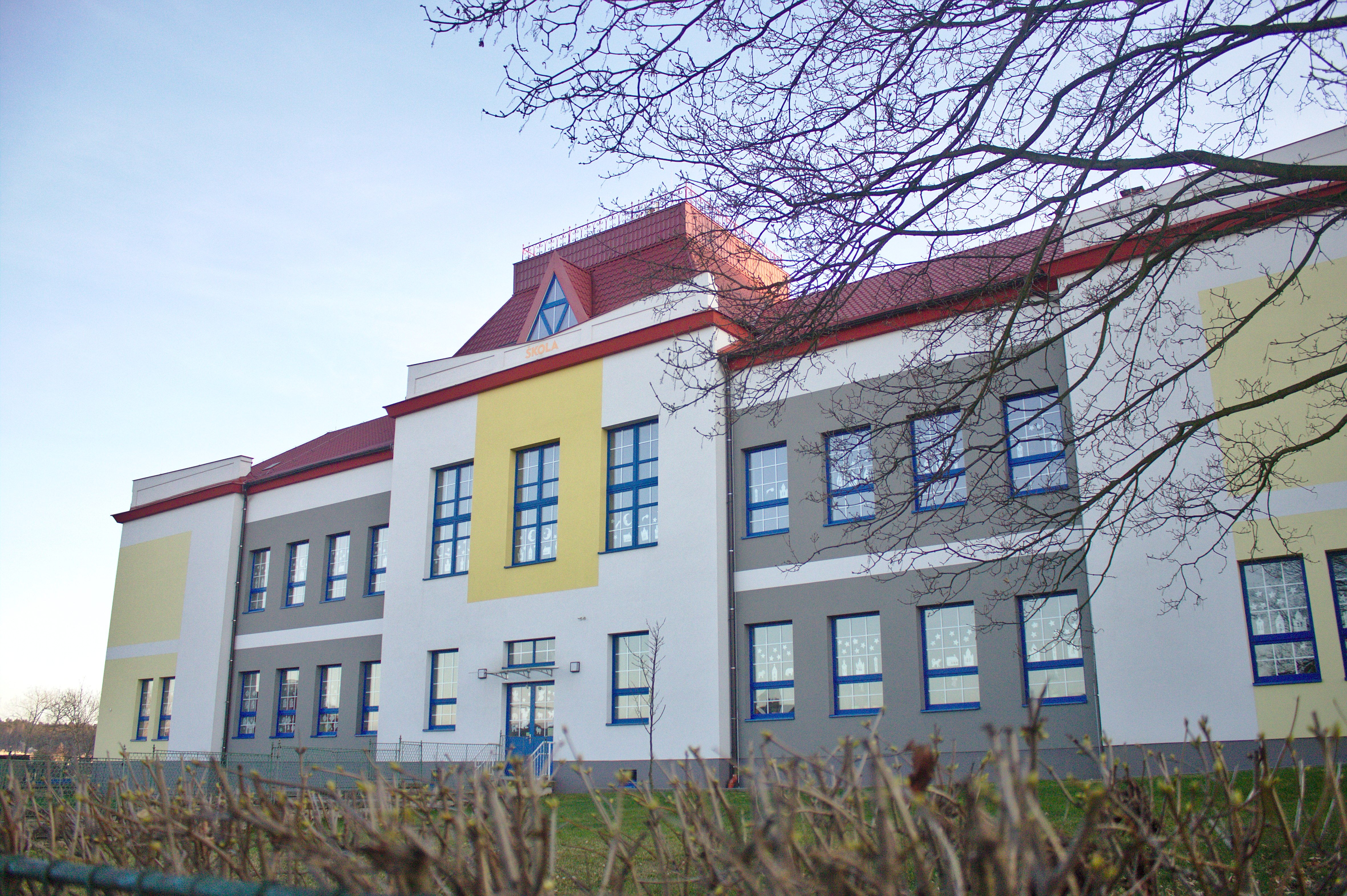
Basisschool ná de restauratie

In Kamenné Žehrovice zĳn onder andere een kleuterschool, basisschool, postkantoor, bibliotheek en gezondheidscentrum gevestigd. Na de Tweede Wereldoorlog werden twee filialen van supermarktketen Jednota met slagerĳ geopend, maar anno 2023 is er nog maar een filiaal in gebruik door een lokale ondernemer. Verder is er een voetbalveld van de plaatselĳke voetbalvereniging in het dorp.
Er zijn plannen om een nieuwe kapel te bouwen.
In 2017 werd het verwaarloosde gebouw van de basisschool gerestaureerd en geïsoleerd. Hierbĳ sneuvelden echter veel historische elementen, zoals de barokken dakkapel en de classicistische vestibule, hetgeen op veel kritiek stuitte van/op diverse (sociale) media.

## Verkeer en vervoer

### Autowegen
De snelweg D6 loopt om het dorp heen en verbindt Kamenné Žehrovice met Praag enerzĳds en Karlsbad anderzĳds. De weg II/606 loopt door het dorp en verbindt Kamenné Žehrovice met Pletený Újezd, Stochov en Nové Strašecí. Verder is Kamenné Žehrovice met Kladno verbonden door middel van weg II/238.

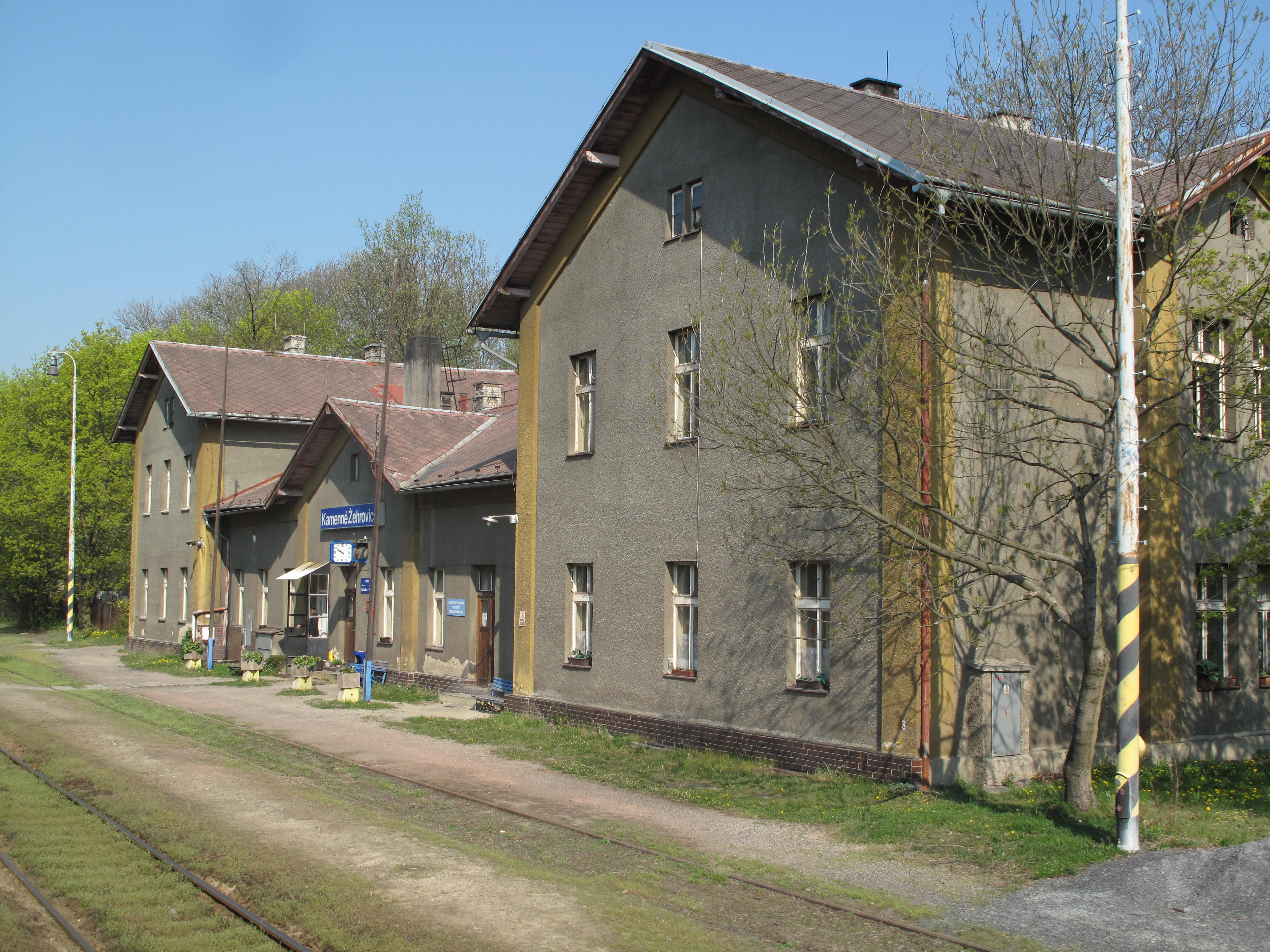
Station Kamenné Žehrovice

### Spoorlĳnen
Station Kamenné Žehrovice ligt op ongeveer 2 km afstand van het dorp aan spoorlijn 120 Praag - Kladno - Rakovník. De lĳn is een enkelsporige lijn waarop het vervoer in 1863 begon. Er rĳden zo'n 10 stoptreinen, 7 sneltreinen en 1 intercity per dag.
Bĳ het station zĳn restanten te vinden van de vroegere paardentramlĳn van Praag naar Lány.

### Buslĳnen
Er drie haltes in (de buurt van) het dorp, waar buslĳnen met de volgende bestemmingen halteren: Kladno, Nové Strašecí, Praag, Rakovník, Zbečno en Žatec.

## Bekende inwoners
- Radoslav Čížek, ontwerper en meervoudig wereldkampioen in modelvliegtuigwedstrĳden;
- Jan Bořita z Martinic, voormalig eigenaar (1558-????);
- Josef Frydrych (1880-1966), boekhouder van dhr. Rieger (pachter van twee boerderijen in Kamenné Žehrovice), landgoedbeheerder in diverse dorpen in de regio en grootgrondbezitter in Žarošice.

## Galerĳ

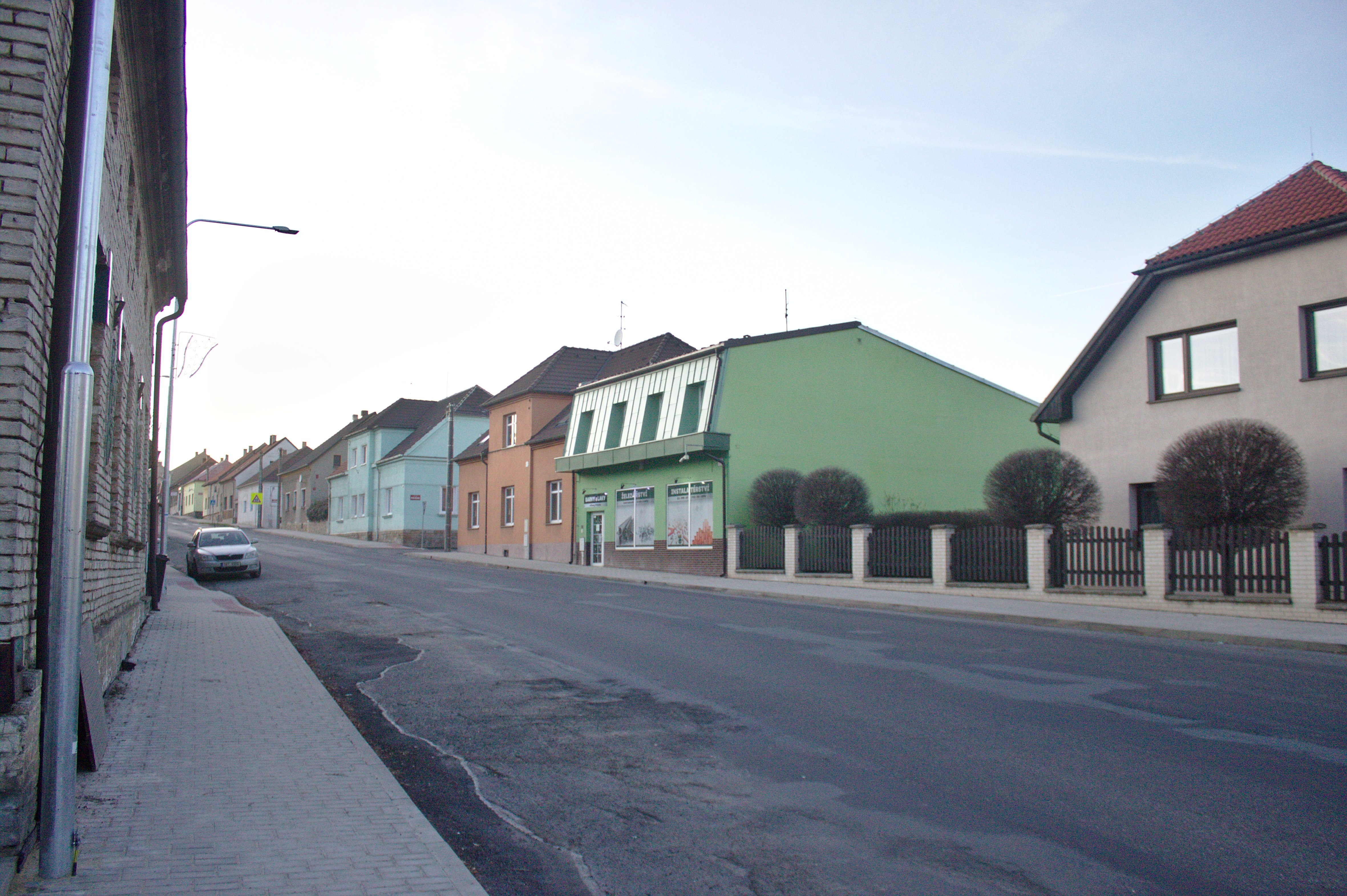
Hoofdstraat van Kamenné Žehrovice
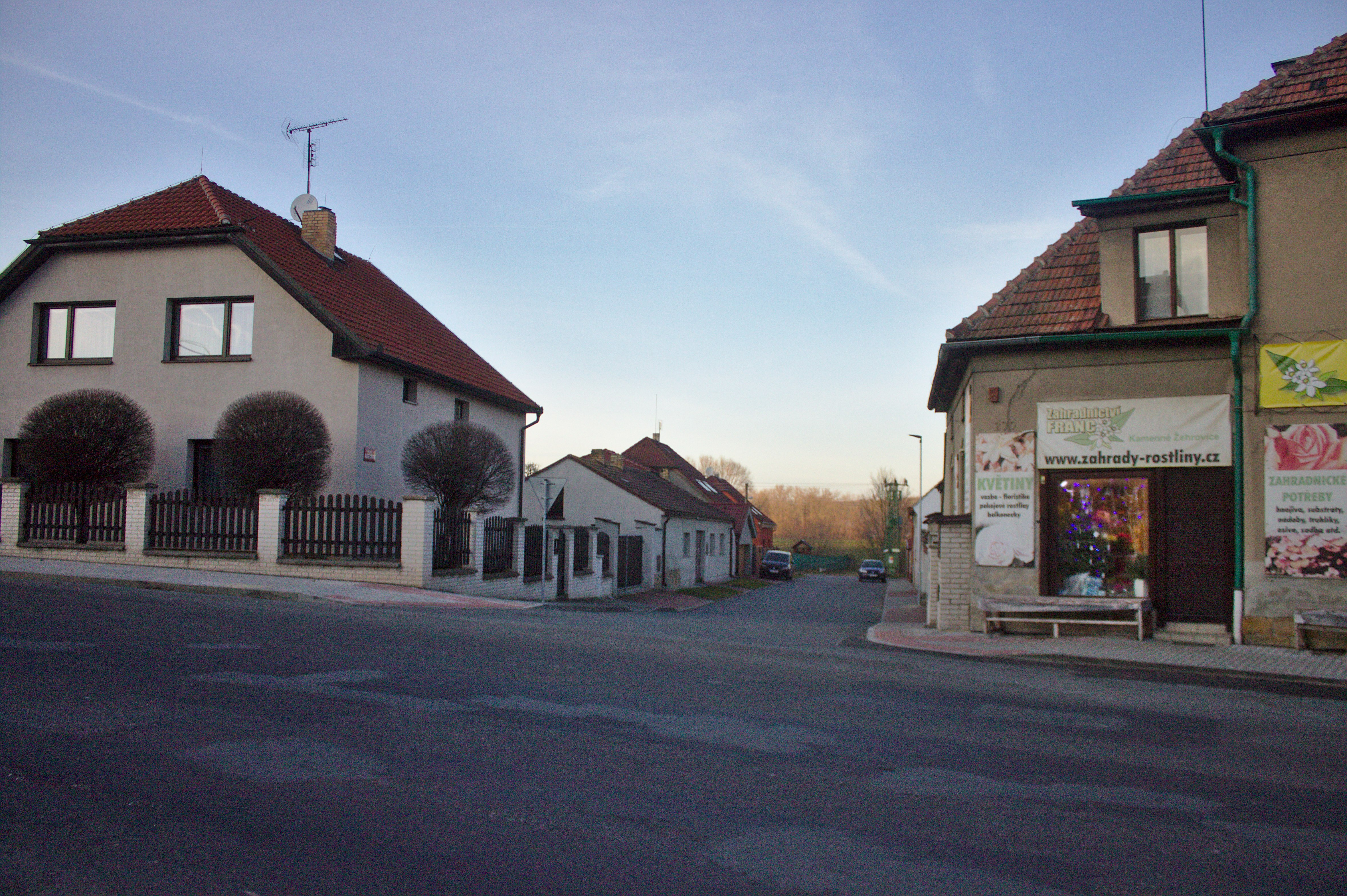
Aloise Jiráskastraat
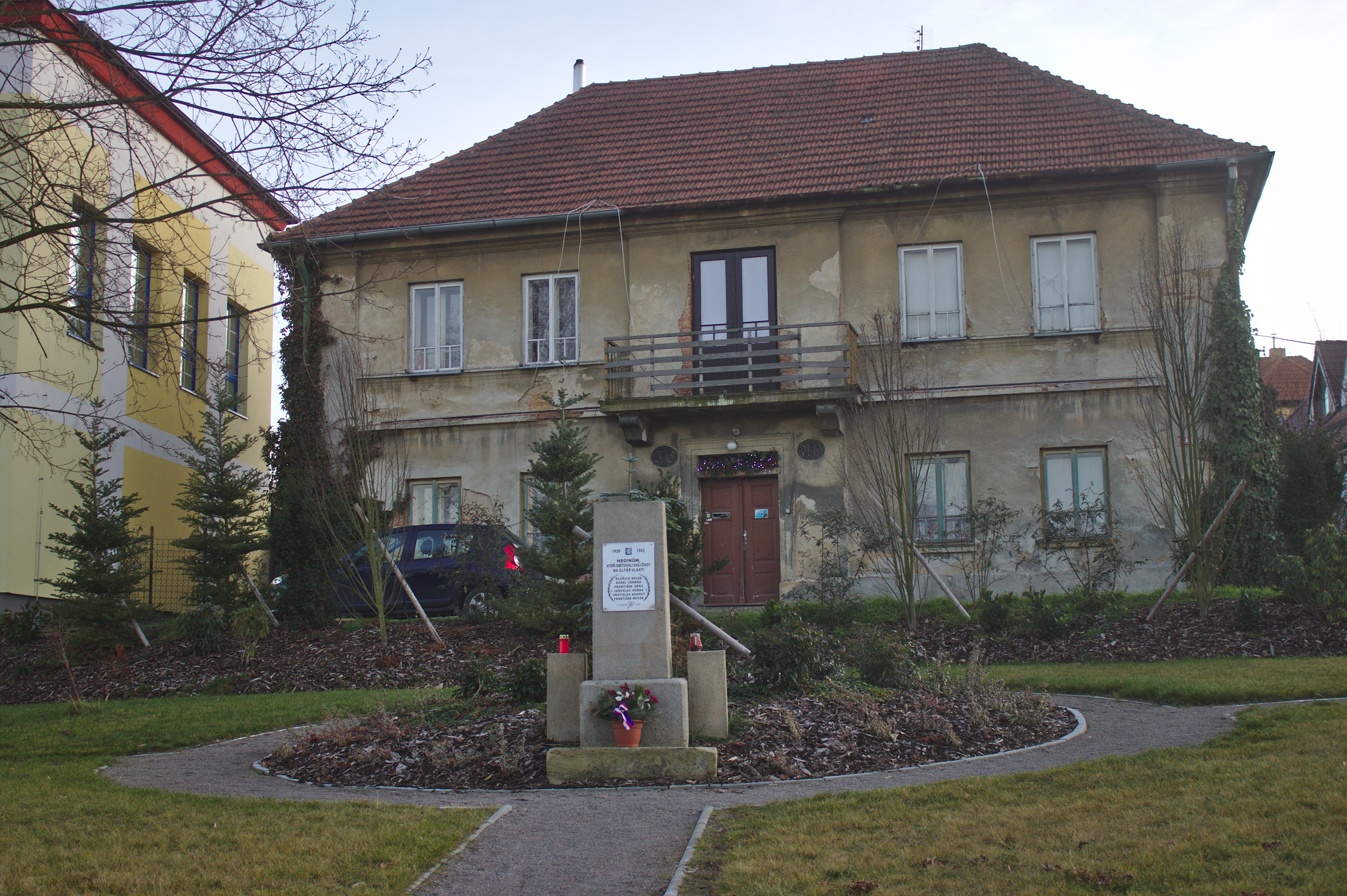
Monument in het dorp
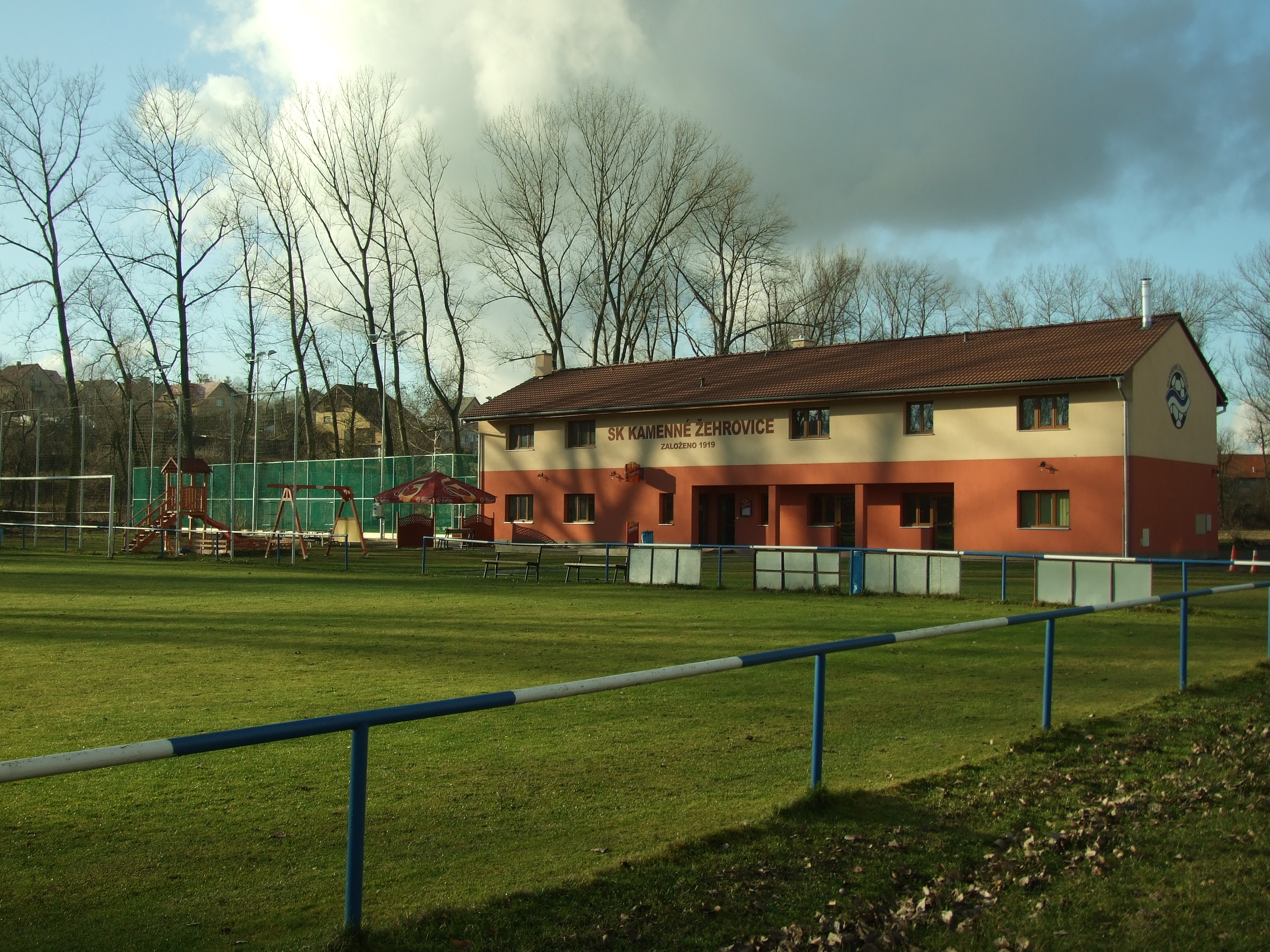
Voetbalveld van Kamenné Žehrovice
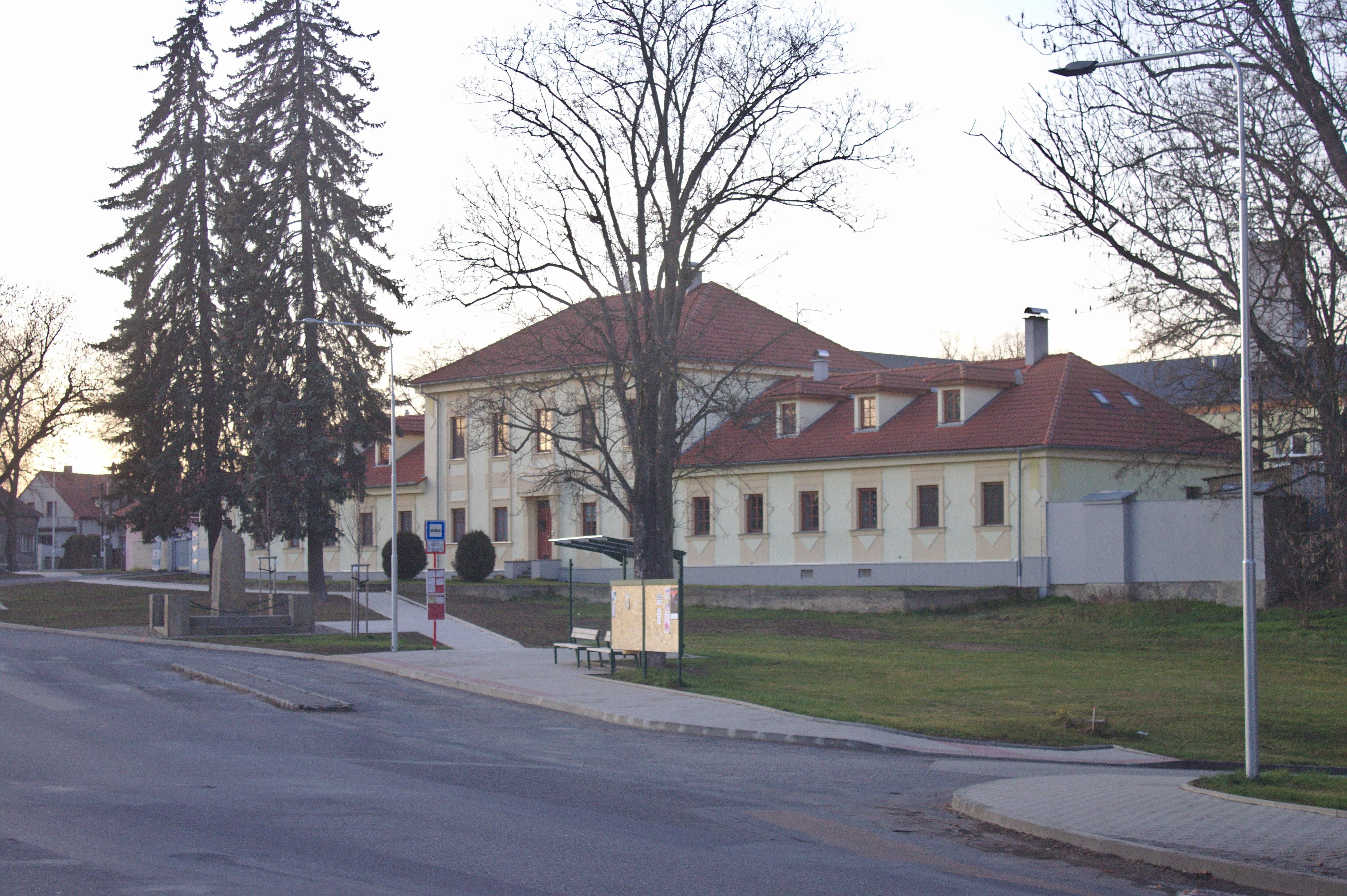
Een van de bushaltes in het dorp